# 金永春

金永春

金永春（朝鲜语：／ Kim Yong Chun，1936年3月4日—2018年8月16日），朝鲜人民军元帅，曾任朝鲜人民軍總參謀長，朝鲜人民武装力量部部长。

## 生平
出生于江原道（朝鲜官方称生于两江道普天郡，当时属于咸镜南道甲山郡），万景台革命学院和姜健综合军官学校毕业。1971年历任朝鲜人民军总参谋部高级参谋、军参谋部副部长，1979年任总参谋部局长。从1982年担任朝鲜人民军联合部队和总参谋部重要职务。1986年当选朝鲜劳动党中央委員。1992年4月晋升人民軍大将。1993年10月任軍需動員總局局長。1994年3月任朝鲜人民军第6军军长，1995年10月晋升人民軍次帥。并出任人民軍总参謀長。2007年4月11日，在朝鮮第十一屆最高人民會議第五次會議上，當選為國防委員會副委員長。2009年2月11日，任朝鲜人民武力部部长，是朝鮮軍方重要人物。2010年9月28日在朝鲜劳动党中央委员会2010年9月全体会议上当选为朝鲜劳动党中央军事委员会委员。
2011年朝鲜最高领导人金正日的告別儀式，他是七位扶靈高官之一。2012年4月被免去人民武力部部长职务，转任朝鲜劳动党中央委员会总务部部长。2016年4月14日，金永春晋升朝鲜人民军元帅。
有传闻称，“金正日次子金正哲和三子金正恩的生母高英姬（2004年去世）在世时，金永春属于‘高英姬派’。”韩国政府一位消息人士表示：“军队中拥护高英姬并称其为‘平壤母亲’的人就是金永春。”而金永春任朝鲜人民武力部部长也是为金正恩顺利即位做铺垫。 
2018年8月16日，金永春因急性心肌梗塞離世，享年82岁。朝鮮中央通訊社報導了其死訊，並稱他是「忠誠的革命戰士」和「親近的革命戰友」。8月20日，朝鲜劳动党中央委员、最高人民会议议员、人民武力省总顾问、人民军元帅金永春的国葬在平壤举行，出殡仪式在4·25文化會館吊唁场所举行，国家治丧委员会成员参加出殡仪式，随后告别仪式在新美里爱国烈士陵园举行，朝鲜最高领导人金正恩与国家治丧委员会成员一起参加告别仪式，护送金永春灵柩登上烈士陵园，朝鲜人民军总政治局局长金秀吉陆军大将致悼词，金正恩向墓穴填土，朝鲜武力机关领导干部和故人家属向故人遗骸培土，在花圈敬献曲声中，以金正恩名义的花圈及朝鲜劳动党中央委员会、朝鲜劳动党中央军事委员会、最高人民会议常任委员会、内阁名义的花圈敬献在坟前，金正恩同国家治丧委员会成员、故人家属、党武机关领导干部共同默哀悼念金永春。

## 简历
- 1980年 - 朝鮮勞動党中央委員会候補委員
- 1986年12月 - 人民軍總参謀部作戰局長
- 1992年 - 人民軍大将
- 1994年3月 - 人民军第6军军长
- 1995年 - 人民軍次帥
- 1995年10月 - 2007年4月 朝鲜人民軍總参謀長
- 1995年10月 - 劳动党軍事委員会委员
- 1998年9月 - 2007年4月 朝鲜国防委員会委员
- 2007年4月 - 国防委员会副委員長
- 2009年2月 - 人民武装力量部長
- 2013年4月 - 劳动党中央委员会部长
- 2016年6月-人民軍元帥